# Conducta disruptiva
La conducta disruptiva consisteix en un comportament desafiant envers una figura d'autoritat. En l'educació, això causa un trencament de l'harmonia a l'aula, malmetent el procés d'aprenentatge d'un o més alumnes. Quan es parla de l'harmonia a l'aula es fa referència al compliment de les normes de comportament, el respecte cap als companys i professorat i al compliment de les tasques encomanades.
S'han considerat conductes disruptives tots aquells comportaments de caràcter antisocial, atès que trenquen amb les pautes conductuals socialment acceptades. Molts nens i nenes poden tenir aquest tipus de conducta durant la seva etapa escolar, causant reaccions negatives fins i tot per al mateix alumne. Tot i que es pot desenvolupar en qualsevol edat.
Alguns exemples de conducta disruptiva són:
- Tenir un caràcter desafiant amb els mestres.
- Actuar de forma desordenada a l'aula.
- Arribar tard a classe.
- No dur el material corresponent.
- Començar baralles i malmetre entre els companys i professors.

Aquest tipus de conductes s'acostumen a desenvolupar per una necessitat de protagonisme de l'infant o per la mancança d'afecte o normes.

## Origen
La conducta de l'infant es veu molt influenciada pel seu entorn, els adults propers a ell i les seves conductes tindran molt a veure en el seu desenvolupament. Tot el que succeeix al seu voltant produeix conductes d'aprenentatge. La conducta es pot aprendre, per tant, es pot modificar, canviar o eliminar.
Les dificultats d'aprenentatge, del desenvolupament personal i emocional i les característiques dels mateixos infants (el seu caràcter) també influeixen en el seu comportament. Per tant, poden afavorir a les conductes disruptives al llarg de la seva etapa escolar. Per això mateix és important que la conducta que l'infant veu a casa i al seu entorn, correspongui amb la conducta vista en els professionals de l'escola.
Un estudi publicat per la Universitat de Granada, ha comprovat mitjançant una investigació de caràcter exploratiu, que els infants amb conductes disruptives mostren un baix perfil de creativitat. Això els influeix en la seva capacitat cognitiva per percebre i entendre les relacions interpersonals en la societat.

## Tipus de conductes disruptives
Hi ha principalment tres tipus de conductes disruptives. En primer lloc s'ha de parlar de les conductes inadequades, és a dir, una conducta disruptiva directa; en segon lloc, es troben les conductes inexistents, que vindrien a ser conductes disruptives des d'un tractament passiu. Finalment, trobem les conductes pertorbadores, que són aquelles que tenen un impacte en el seu rendiment acadèmic, social i en alguns casos, fins i tot, l'impacte també el reben els companys.
La conducta inadequada és la que l'infant està realitzant en el moment i lloc incorrectes. Un exemple seria el fet que un infant realitzi feines d'una matèria a hores que no són d'aquella matèria.
La conducta inexistent fa referència al fet que l'infant no realitzi les feines pertinents en cada moment, mostrant molt poc esforç i entusiasme. Un exemple podria ser quan un mestre demana treball i l'alumne no desenvolupa cap resultat.
La conducta pertorbadora s'entén com una conducta que distreu a l'alumne i als seus companys. Per exemplificar-lo es podria parlar d'una dificultat de mantenir-se quiet a l'aula, d'un incompliment de les normes de convivència, d'una falta de cooperació amb el grup classe, etc.

## Factors
Els factors que desencadenaran aquest tipus de conducta poden variar. Aquestes conductes acostumen a estar precedides tant per factors externs a l'entorn escolar com per factors que succeeixen dins les aules. Una manca de normes de convivència, una mala comunicació o metodologies basades en la repetició i que no fomenten el raonament són exemples que poden desencadenar aquest tipus de conductes.

### Factors externs a l'escola
Dins d'aquest apartat es troben els factors personals, familiars o socials.
És molt important saber que els infants reprodueixen les conductes que veuen en els adults més propers a ells. La família és la unitat social bàsica de l'infant. El creixement està molt determinat per la família, ja que encara no es té independència. Per tant, els anys on més s'incideix en la formació de la personalitat (primera infància) i l'autoestima es veuen molt influenciats per la família.
Per aquest motiu, l'educació rebuda a casa tindrà molt a veure amb la conducta que els infants desenvoluparan a l'escola. Les normes d'horaris han de respectar-se a casa si es vol aconseguir que l'infant les respecti a l'escola, per exemple. De la mateixa manera podem parlar d'altres tipus de normes, els nens i nenes han de saber que està bé i què està malament per poder seguir el comportament adequat a l'escola i a l'aula. També cal remarcar que les conductes autoritàries i poc permissives dels pares envers els fills no són bones i no ajuden en el seu desenvolupament.
En el cas que es detecti una conducta sospitosa, com ara la disruptiva, s'hauria de veure si l'estructura familiar de l'infant funciona correctament per tal d'entendre l'origen del problema i la situació personal del nen/a. Per això mateix, és molt important que la relació entre la família i l'escola sigui propera.
De totes maneres, s'ha d'entendre que una estructura familiar bona no sempre garanteix una conducta i una adaptació correctes a l'escola. No s'ha de descartar un possible trastorn de la personalitat o altres factors socials com poden ser l'assetjament escolar, més conegut com a bullying.

### Factors interns a l'escola
En aquest apartat es pot englobar un mal funcionament de la mateixa escola. L'escola ha de mantenir un ordre, unes pautes de convivència establertes poden evitar conductes disruptives. Per tant, una manca d'aquest ordre pot ocasionar una mala harmonia a l'aula.
També és important veure que l'escola és un lloc on els infants passen una gran part del seu temps durant la seva infància, per tant, les instal·lacions han de ser adequades per contribuir al bon funcionament i al desenvolupament dels nens i nenes.
Alhora, la metodologia dels professors és molt important, ja que tenen una gran responsabilitat. Amb la seva conducta a l'aula poden resultar exemplars per a l'alumne i així evitar possibles conductes disruptives. Els professors poden: arribar més aviat a l'aula per rebre a tots els alumnes de forma relaxada, planificar amb molta cura les classes per fer el discurs el més natural possible i fer als alumnes partícips de les classes, conèixer bé els alumnes per poder fer les classes interessants i atraure tota l'atenció dels alumnes per tal que aprenguin el màxim possible, entre altres coses.

## Com tractar la conducta disruptiva a l'aula
No hi ha una fórmula màgica per tractar les conductes disruptives dins l'aula. El que pot ajudar en molts casos, en d'altres pot no servir per a res. Per aquest motiu, és important que el docent tingui les eines necessàries per saber tractar de forma adequada cada cas. D'altra banda, els professionals de l'educació poden seguir una sèrie de pautes que els ajudaran a crear un ambient òptim a l'aula i així reduir les conductes disruptives.
Autocontrol: és important que el docent no perdi els nervis ni es deixi controlar per la situació. Molt sovint, els infants es comporten de forma alterada per cridar l'atenció. Aquestes actituds i situacions no poden dominar al docent, si ho fa, l'infant sabrà com controlar-lo i es perdrà tot el control de l'aula. L'actitud del docent no pot ser agressiva envers aquestes situacions, s'ha de trobar l'equilibri entre mantenir-se ferm sense ser una amenaça per l'alumne.
Normes de convivència: a tot arreu hi ha d'haver unes normes que marquin els límits d'aquell lloc. Les normes han de ser públiques, és a dir, conegudes per tothom; també han de ser assequibles per als qui les hauran de complir; finalment, s'han de presentar d'una forma concisa i entenedora. També és important especificar quines són les conseqüències en cas d'incomplir-les, per tal que les sentin reals. Incorporar als infants en el procés d'elecció d'aquestes normes els farà partícips, no les sentiran imposades i el seu compliment serà més orgànic.
Reconèixer els mateixos errors: és important que l'alumnat vegi que el docent també es pot equivocar i sap reconèixer els seus errors. Això farà més fàcil el procés d'acceptar els propis errors i en prendran consciència. A més, els mestres no poden oblidar que són una part fonamental del desenvolupament dels infants i que per tant, reproduiran els comportaments que vegin en ells.
Plantejar les activitats adequades: tenint en compte les mancances i les problemàtiques de cada grup classe, els docents poden guiar les activitats de forma que treballin (directament o indirectament) els punts febles del grup per obtenir una millor cohesió i amb això, fomentar el companyerisme.
Actuar: saber actuar de forma preventiva pot evitar que aquestes conductes quedin consolidades a l'aula. Els professionals de l'educació han de saber controlar les situacions sense abusar, arribant a crear un abús de poder i una submissió per part de l'alumnat. Si es donés aquest cas, no s'estaria educant des del respecte sinó que des de la por.
Reforç positiu: premiant les bones conductes, es dona als infants una motivació per complir les normes de convivència. D'altra banda, el reforç negatiu mai ha de ser abusiu, ja que pot crear frustració i per tant, un efecte contrari en el desenvolupament de l'infant, arribant a crear fins i tot una pèrdua d'autoestima.
Moltes d'aquestes pautes estan sustentades per Haim Ginott, mestre israelià graduat en psicologia clínica, qui va investigar molt sobre la relació entre el docent, l'alumnat i les famílies. El seu llibre Entre pares i fills encara és conegut pels seus mètodes revolucionaris.

## Altres trastorns relacionats
Dins de les conductes disruptives es poden diferenciar diferents símptomes conductuals, per això es poden trobar un seguit de trastorns relacionats i englobats per la conducta disruptiva. Aquests trastorns són:
- Trastorn negativista desafiant: Les persones que el pateixen mostren una conducta molt desafiant amb les figures d'autoritat, buscant sempre el límit establert, ignorant ordres, discutint, etc. Qui pateix aquest trastorn acostuma a mostrar aquestes conductes envers persones o companys a qui coneixen molt, produint-se en primera instància a l'àmbit familiar. En els infants, les característiques que s'acostumen a veure són una baixa autoestima, l'ús de paraulotes, consum prematur del tabac, l'alcohol i substàncies il·legals.
- Trastorn explosiu imminent: Aquest trastorn es caracteritza per una dificultat en el control dels impulsos. Les persones que el pateixen tenen un límit molt baix de frustració i solen expressar-se mitjançant violència sobtada. Durant aquests episodis de violència sobtada, que acostumen a ser breus (no més d'una hora), les persones que es veuen afectades poden arribar a perdre el control sobre la seva conducta arribant, en alguns casos, a agredir físicament i verbalment a les persones del seu voltant.
- Trastorn de personalitat antisocial: Es pot trobar certa similitud entre les característiques d'aquest trastorn i les característiques de les persones psicòpates. Aquestes persones es caracteritzen per la intenció i la violació dels drets externs per la mateixa satisfacció. Aquest trastorn acostuma a aparèixer abans dels quinze anys i les persones que es veuen afectades són impulsives, irresponsables, poc amables, amb una falsa facilitat per relacionar-se, narcisistes, etc. Tots aquests símptomes acostumen a derivar a conductes depressives i a la consumició de substàncies il·legals.
- Piromania, cleptomania, etc.: La piromania és un trastorn del control d'impulsos relacionat amb la provocació d'incendis i l'atracció pel foc. D'altra banda, la cleptomania és un trastorn del control d'impulsos relacionat amb la dificultat recurrent per controlar impulsos de robar.